# Hainesch-Iland
Hainesch-Iland és un dels parcs naturals d'Hamburg. S'ha creat per decret del senat el 1975 i té una superfície de 74 hectàrees. Comprèn l'antic pantà del molí construït tot just abans la desembocadura del Saselbek a l'Alster.

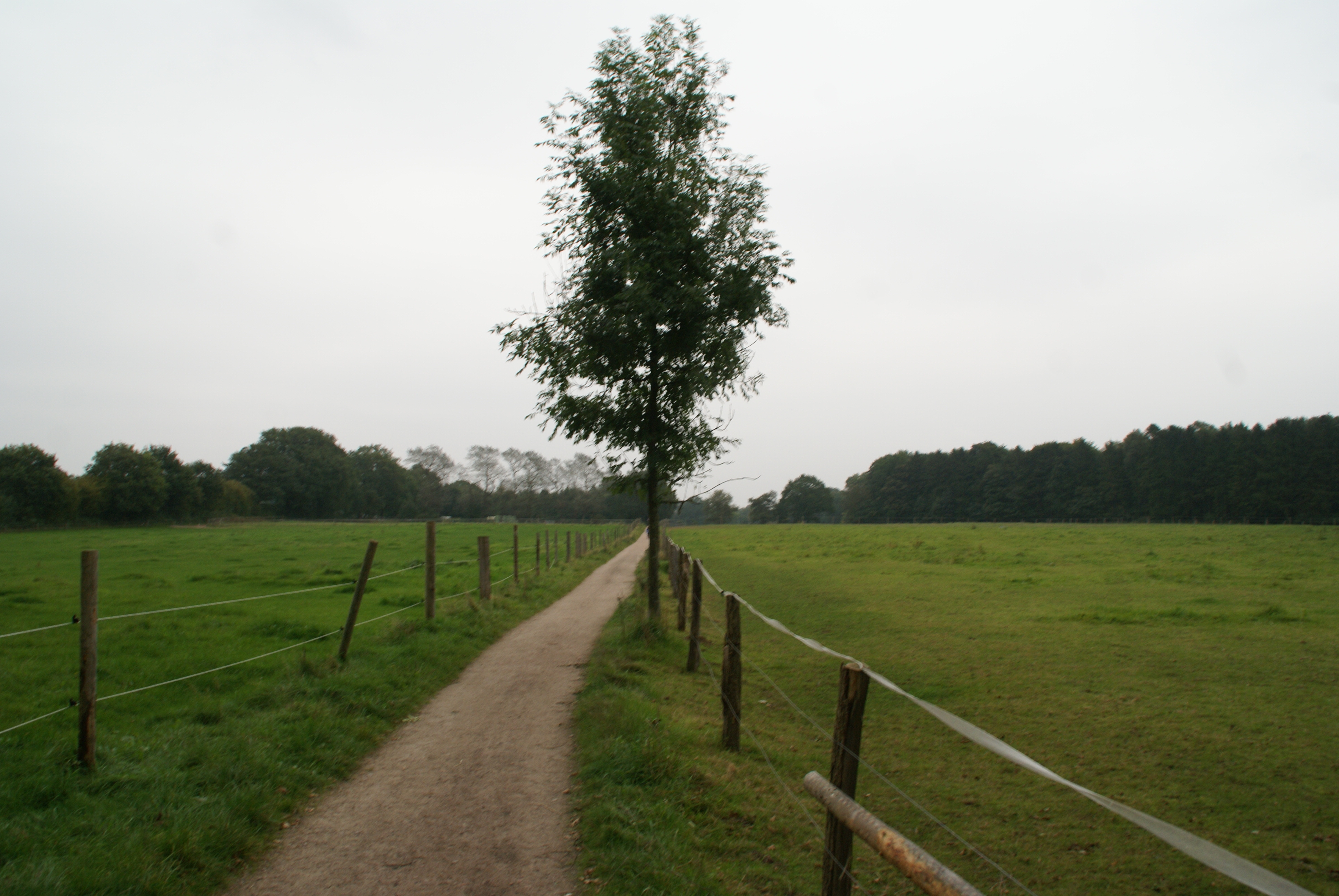
El sender Furtstieg

El parc és situat al marge esquerre a l'altura de l'Alster el Saselbek hi rep l'aigua de dos petits afluents, el Furtbek i l'Haingraben, que creen un paisatge variat per les valls que van excavar al migs dels prats. Hi ha boscs quasi naturals als pendíssos massa esquerps per al conreu, estanys, prats utilitzat de manera extensiva a la plana, vells vergers.... Els rius que van mantenir els seus meandres, van renaturalitzar-se. Uns petits pantans van ser suprimits a l'Haingraben que va tornar al seu estat de riu ràpid. Nogensmenys, el parc pateix la pol·lució que ve d'amont i dels veïns qui hi deixen les seves deixalles de jardí.
Els boscs de pendís evolucionen sense intervenció humana, els altres boscs es renaturen en eliminar progressívament espècies exogens com: làrix, roure americà, pícea, pi i pícea douglas. La creació de corredors verts, per tal d'integrar-lo amb les altres reserves naturals i permetre la migració i el mestissatge de les espècies queda problemàtica, sobretot a l'avall del Saselbek fora de la reserva, com que les parcel·les construïdes quasi toquen ambdues ribes del riu, en deixar llibre només un cinta de terra estreta, on a més s'ha traçat el petit sender per a vianants.
La zona és una vella terra de conreu i els cursos d'aigua que el creuen sovint van ser canviats per l'home per a accionar molins o per a crear vivers. Va ser protegida per tal de mantenir almenys una part de l'altiplà de la vall de l'Alster quan als anys 1970 els barris de Sasel i Bergstedt van urbanitzar-se en un tres i no res.
El senders del parc són oberts al públic per a vianants i ciclistes. Uns petits senders van ser suprimits per tal de preservar uns biòtops tranquils per a la fauna.

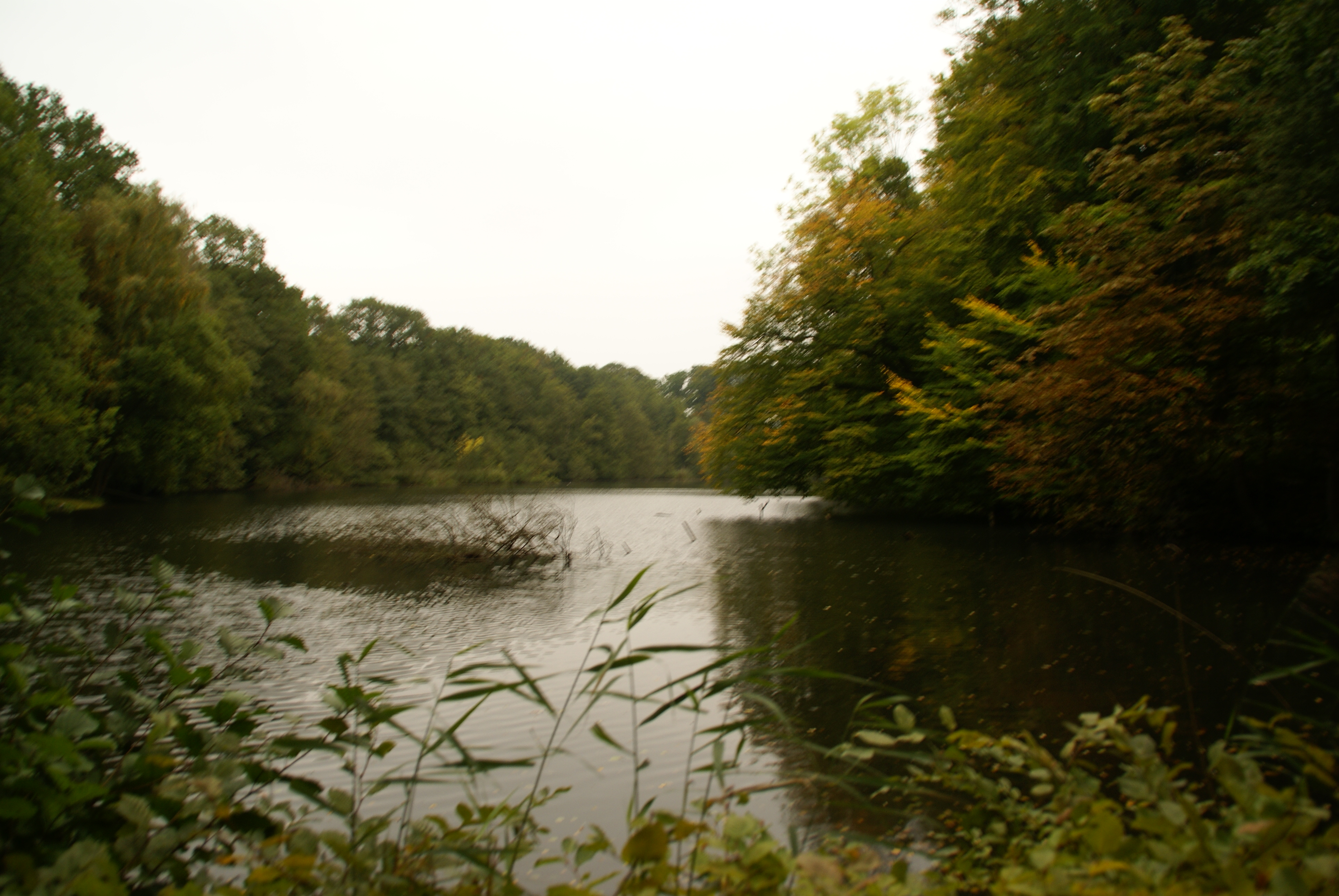
El pantà del molí al Saselbek
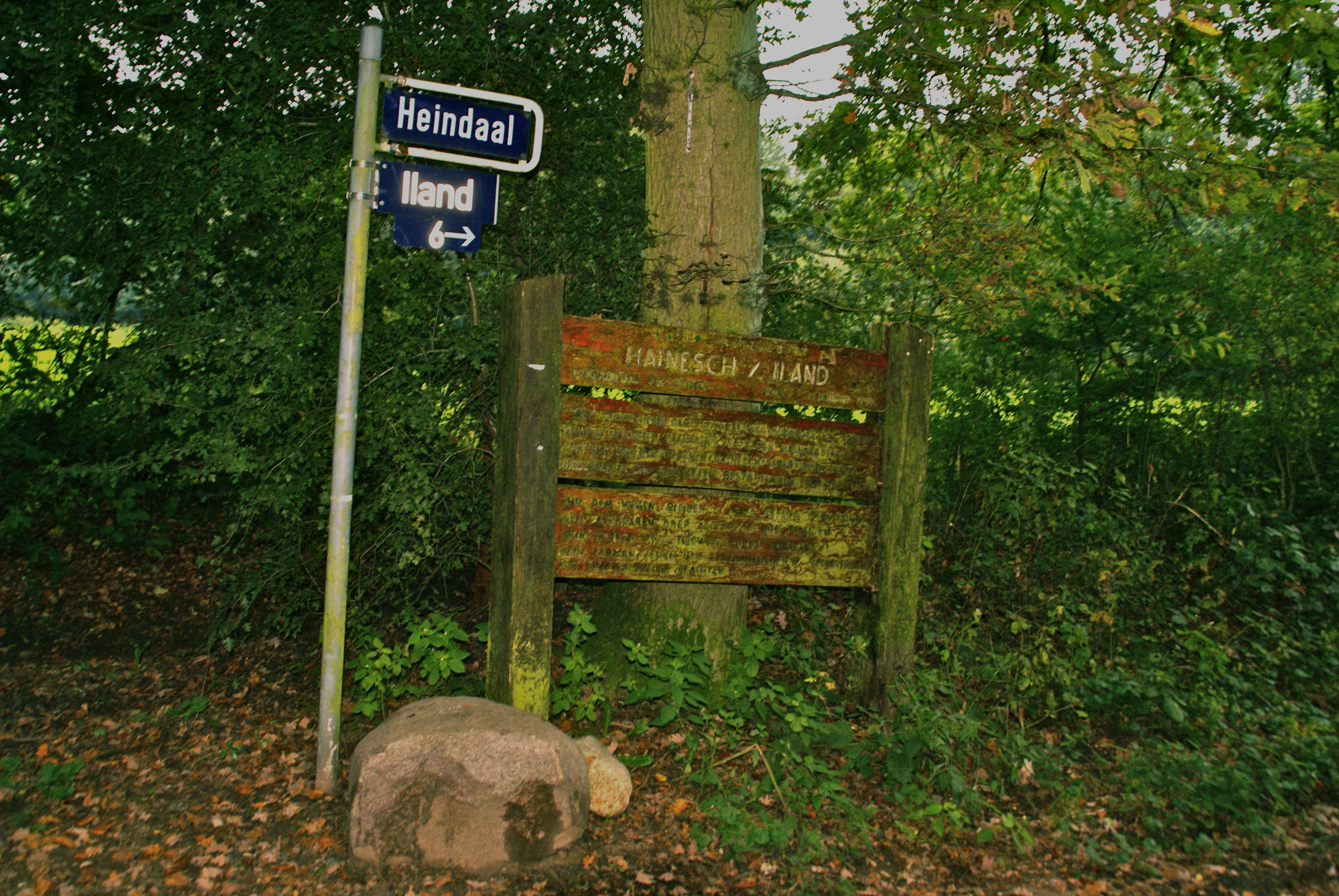
Infotaula a la cruïlla de l'Iland i de l'Heindaal
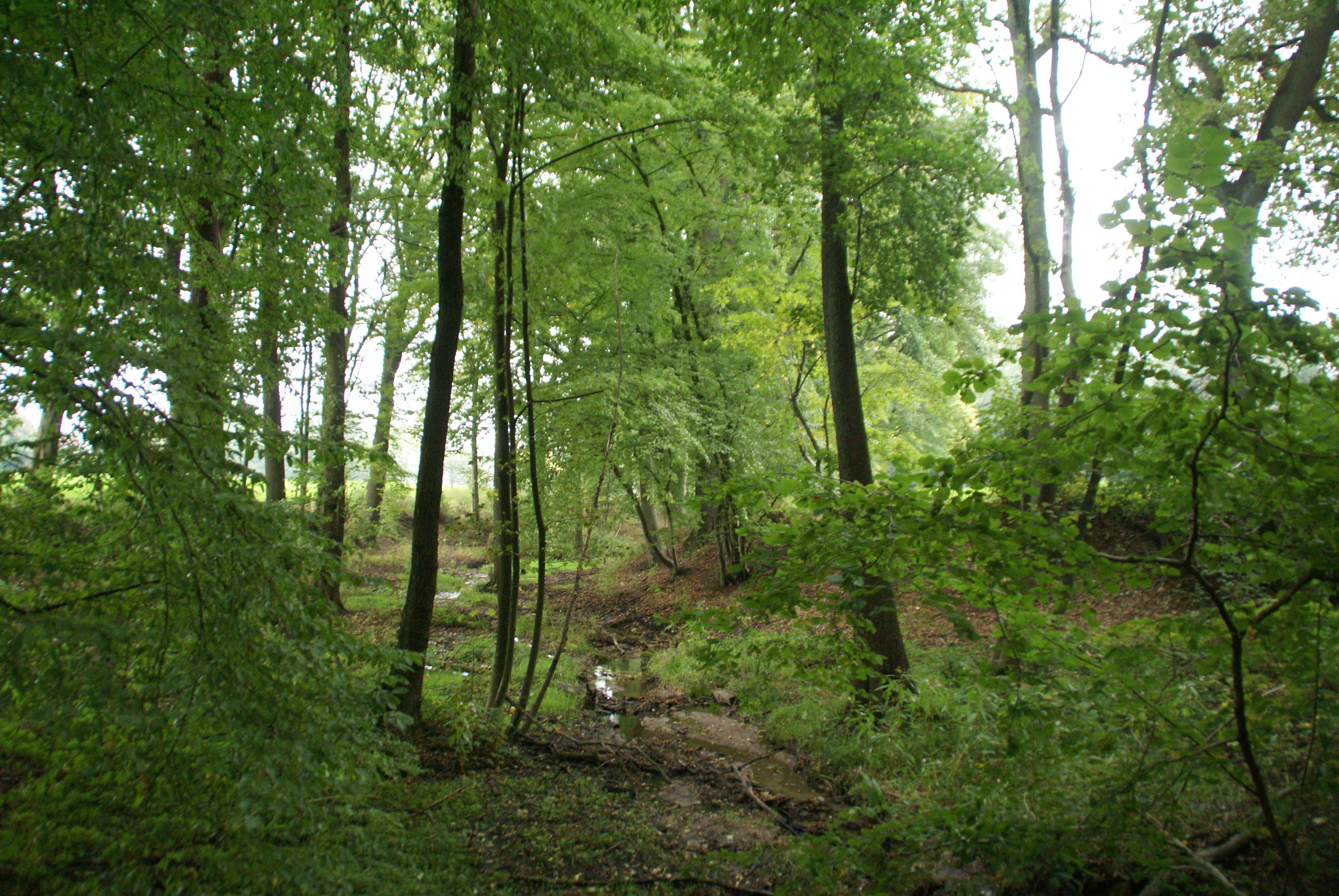
El Furtbek
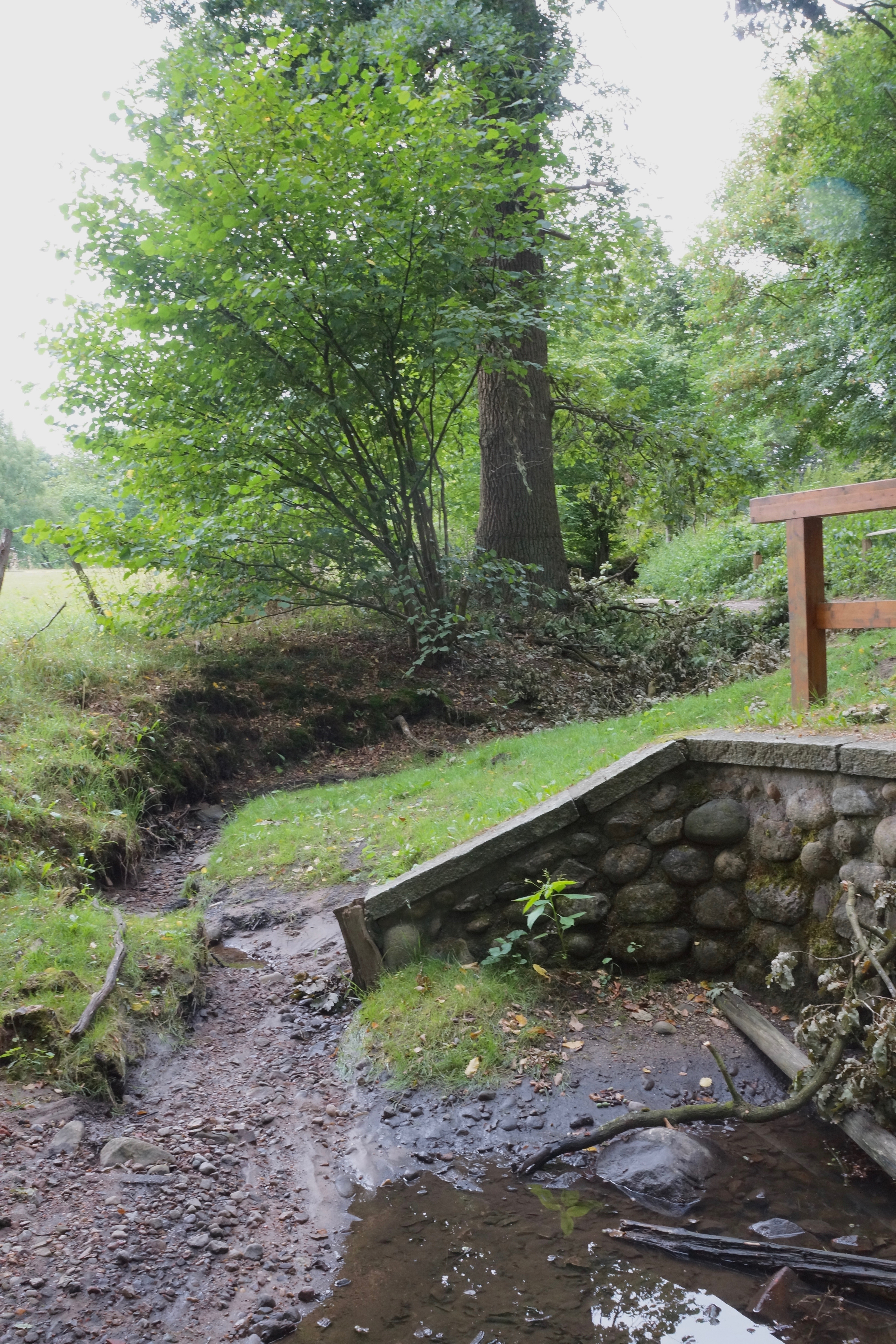
Aibuabarreig del Bergstedter Graben amb el Furtbek